# Giải vô địch bóng đá bãi biển thế giới 2025
Giải vô địch bóng đá bãi biển thế giới 2025 (tiếng Anh: 2025 FIFA Beach Soccer World Cup) là giải đấu lần thứ 13 của Giải vô địch bóng đá bãi biển thế giới, giải vô địch bóng đá bãi biển quốc tế hàng đầu dành cho các đội tuyển quốc gia nam của các liên đoàn thành viên thuộc FIFA. Nhìn chung, đây là giải đấu lần thứ 23 kể từ khi phiên bản giải đấu của BSWW tổ chức từ năm 1995 đến năm 2004; được tổ chức hàng năm cho đến năm 2009 khi giải trở thành sự kiện hai năm một lần.
Được tổ chức tại Victoria, thủ đô của Seychelles trên đảo đảo Mahé từ ngày 1 đến ngày 11 tháng 5 năm 2025. Đây là lần đầu tiên Seychelles đăng cai một giải đấu của FIFA và là lần đầu tiên World Cup dành cho bóng đá bãi biển được tổ chức tại châu Phi.
Brasil là đương kim vô địch và đã bảo vệ thành công chức vô địch sau khi đánh bại Belarus với tỷ số 4–3 trong trận chung kết. Đây là danh hiệu vô địch thế giới thứ 7 trong kỷ nguyên FIFA và là  lần thứ 16 nói chung.

## Lựa chọn chủ nhà
Lịch trình đấu thầu ban đầu để xác định nước chủ nhà như sau:
- 6 tháng 10 năm 2021 – FIFA mở quy trình đấu thầu.
- 29 tháng 10 năm 2021 – Hạn chót để các liên đoàn quốc gia tuyên bố quan tâm đăng cai lên FIFA.
- 1 tháng 11 năm 2021 – FIFA gửi tài liệu chi tiết về chiến dịch đăng ký và các điều kiện tham gia cho các liên đoàn thành viên đấu thầu để phân tích.
- 26 tháng 11 năm 2021 – Hạn chót để các liên đoàn thành viên tái khẳng định ý định đấu thầu bằng cách đồng ý với các điều khoản của tài liệu.
- 30 tháng 1 năm 2022 – Hạn chót để các quốc gia chuẩn bị và nộp hồ sơ đấu thầu hoàn chỉnh để FIFA đánh giá.
- 31 tháng 3 năm 2022 – FIFA công bố nước chủ nhà.

Vào ngày 8 tháng 12 năm 2021, FIFA tiết lộ rằng 5 liên đoàn thành viên đã khẳng định ý định đấu thầu:
- Bahrain (Hiệp hội bóng đá Bahrain)
- Colombia (Liên đoàn bóng đá Colombia)
- Seychelles (Liên đoàn bóng đá Seychelles)
- Thailand (Hiệp hội bóng đá Thái Lan)
- United Arab Emirates (Hiệp hội bóng đá Các Tiểu vương quốc Ả Rập Thống nhất)

Vào ngày 14 tháng 2 năm 2022, FIFA thông báo 3 trong số 5 liên đoàn thành viên đã nộp hồ sơ dự thầu vào giai đoạn cuối cùng của quá trình, cùng với việc Colombia và Thái Lan rút lui.
Việc xác nhận trao quyền đăng cai dự kiến sẽ được công bố tại cuộc họp của Hội đồng FIFA tại Doha, Qatar vào ngày 31 tháng 3 năm 2022. Tuy nhiên, không có thông báo nào được đưa ra; sau đó, quyết định này dự kiến được trao tại cuộc họp ở Auckland, New Zealand vào ngày 22 tháng 10 năm 2022, nhưng tại cuộc họp, người ta đã thông báo rằng quyết định đã bị hoãn lại cho đến cuộc họp tiếp theo của Hội đồng. Vào ngày 16 tháng 12 năm 2022, Các Tiểu vương quốc Ả Rập Thống nhất đã được trao quyền đăng cai mùa giải năm 2023 và Seychelles cho mùa giải năm 2025.

## Vòng loại

Giành quyền tham dự giải đấu
Không vượt qua vòng loại
Bị cấm thi đấu
Không tham dự
Không phải là thành viên FIFA.

Tổng cộng có 16 đội lọt vào vòng chung kết. Ngoài Seychelles tự động giành quyền tham dự với tư cách là chủ nhà, 15 đội khác cũng đã giành quyền tham dự từ 6 giải đấu châu lục khác nhau. Việc phân bổ suất tham dự đã được Hội đồng FIFA phê duyệt vào ngày 4 tháng 10 năm 2023. Tổng cộng có 72 quốc gia tham gia vòng loại.
Vòng loại bắt đầu vào tháng 10 năm 2024 và kết thúc vào tháng 3 năm 2025.
Trong số các đội vượt qua vòng loại, các đội tuyển Chile, Guatemala, Mauritanie và đội chủ nhà Seychelles đều đã có lần đầu tiên tham dự. Đây là giải đấu FIFA đầu tiên của Mauritanie và Seychelles.
Paraguay và El Salvador đều góp mặt trở lại giải đấu, trước đó hai đội này đã không vượt qua vòng loại ở mùa giải năm 2024.
Các Tiểu vương quốc Ả Rập Thống nhất đã không thể vượt qua vòng loại lần đầu tiên kể từ năm 2015. Lần đầu tiên kể từ năm 2017, Hoa Kỳ cũng không thể lọt vào vòng chung kết. Sau khi góp mặt vào năm 2024, Argentina, Colombia, Ai Cập và México đều đã không thể vượt qua vòng loại.
Lưu ý: Thống kê về tham dự bên dưới chỉ đề cập đến kỷ nguyên FIFA của các kỳ World Cup dành cho bóng đá bãi biển (từ năm 2005); xem bài viết này để biết thêm thông tin về kỷ nguyên BSWW (1995–2004).
| Liên đoàn                        | Giải đấu loại                                                         | Đội tuyển vượt qua vòng loại | Lần tham dự | Lần tham dự | Lần tham dự | Lần tham dự    | Thành tích tốt nhất       |
| Liên đoàn                        | Giải đấu loại                                                         | Đội tuyển vượt qua vòng loại | Tổng cộng   | Lần đầu     | Lần cuối    | Chuỗi          | Thành tích tốt nhất       |
| -------------------------------- | --------------------------------------------------------------------- | ---------------------------- | ----------- | ----------- | ----------- | -------------- | ------------------------- |
| AFC (châu Á) (3 đội)             | Cúp bóng đá bãi biển châu Á 2025                                      | Iran                         | 9           | 2006        | 2024        | 2              | Hạng ba (2017, 2024)      |
| AFC (châu Á) (3 đội)             | Cúp bóng đá bãi biển châu Á 2025                                      | Nhật Bản                     | 13          | 2005        | 2024        | 13             | Á quân (2021)             |
| AFC (châu Á) (3 đội)             | Cúp bóng đá bãi biển châu Á 2025                                      | Oman                         | 6           | 2011        | 2024        | 4              | Vòng bảng (6 lần)         |
| CAF (châu Phi) (chủ nhà + 2 đội) | Chủ nhà                                                               | Seychelles                   | 1           | Không có    | Không có    | 1              | Lần đầu                   |
| Cúp bóng đá châu Phi 2024        | Mauritanie                                                            | 1                            | Không có    | Không có    | 1           | Lần đầu        |                           |
| Cúp bóng đá châu Phi 2024        | Sénégal                                                               | 10                           | 2007        | 2024        | 8           | Hạng tư (2021) |                           |
| CONCACAF (Bắc Mỹ) (2 đội)        | Giải vô địch bóng đá bãi biển CONCACAF 2025                           | El Salvador                  | 6           | 2008        | 2021        | 1              | Hạng tư (2011)            |
| CONCACAF (Bắc Mỹ) (2 đội)        | Giải vô địch bóng đá bãi biển CONCACAF 2025                           | Guatemala                    | 1           | Không có    | Không có    | 1              | Lần đầu                   |
| CONMEBOL (Nam Mỹ) (3 đội)        | Cúp bóng đá bãi biển Nam Mỹ 2025                                      | Brasil                       | 13          | 2005        | 2024        | 13             | Vô địch (6 lần)           |
| CONMEBOL (Nam Mỹ) (3 đội)        | Cúp bóng đá bãi biển Nam Mỹ 2025                                      | Paraguay                     | 6           | 2013        | 2021        | 1              | Tứ kết (2017)             |
| CONMEBOL (Nam Mỹ) (3 đội)        | Cúp bóng đá bãi biển Nam Mỹ 2025                                      | Chile                        | 1           | Không có    | Không có    | 1              | Lần đầu                   |
| OFC (châu Đại Dương) (1 đội)     | Cúp bóng đá bãi biển châu Đại Dương 2024                              | Tahiti                       | 8           | 2011        | 2024        | 8              | Á quân (2015, 2017)       |
| UEFA (châu Âu) (4 đội)           | Vòng loại Giải vô địch bóng đá bãi biển thế giới 2025 khu vực châu Âu | Belarus                      | 4           | 2019        | 2024        | 4              | Hạng tư (2024)            |
| UEFA (châu Âu) (4 đội)           | Vòng loại Giải vô địch bóng đá bãi biển thế giới 2025 khu vực châu Âu | Ý                            | 10          | 2006        | 2024        | 2              | Á quân (2008, 2019, 2024) |
| UEFA (châu Âu) (4 đội)           | Vòng loại Giải vô địch bóng đá bãi biển thế giới 2025 khu vực châu Âu | Bồ Đào Nha                   | 12          | 2005        | 2024        | 6              | Vô địch (2015, 2019)      |
| UEFA (châu Âu) (4 đội)           | Vòng loại Giải vô địch bóng đá bãi biển thế giới 2025 khu vực châu Âu | Tây Ban Nha                  | 10          | 2005        | 2024        | 3              | Á quân (2013)             |

## Địa điểm
Địa điểm duy nhất có tên là "Sân vận động The Paradise", tọa lạc tại thủ đô Victoria.
Địa điểm tổ chức là cùng một sân vận động đã được sử dụng trong mùa giải năm 2024, được tháo dỡ và vận chuyển từ Dubai, sau đó được xây dựng lại tại Victoria. Sân có sức chứa 3.572 người.

## Bốc thăm
Lễ bốc thăm chia 16 đội thành 4 bảng, mỗi bảng 4 đội, diễn ra lúc 19:00 SCT (UTC+4) ngày 4 tháng 4 năm 2025 tại Victoria. Lễ bốc thăm được thực hiện bởi Michael Mancienne và Sunday Oliseh.
Các đội được chia thành 4 nhóm bốn đội dựa trên bảng xếp hạng do FIFA tạo ra khi xem xét tổng số điểm của mỗi đội tại World Cup trong năm mùa giải gần nhất (kể từ năm 2015); giải đấu càng gần đây thì trọng số càng cao đối với những kết quả đó, với 20% trọng số cho mùa giải lâu nhất và tăng 20% hàng năm cho đến khi 100% trọng số cho mùa giải gần đây nhất. Điểm thưởng cũng được trao cho các đội giành chức vô địch châu lục của họ trong vòng loại. Sử dụng bảng xếp hạng này, các đội có thành tích tốt nhất được xếp vào Nhóm 1 (cộng với đội chủ nhà), các đội có thành tích tốt tiếp theo được xếp vào Nhóm 2, v.v.
Điều này dẫn đến các thành phần sau:
| Nhóm 1 | Nhóm 2                                           | Nhóm 3                                                      | Nhóm 4                                                             |
| --- | ------------------------------------------------ | ----------------------------------------------------------- | ------------------------------------------------------------------ |
| - Seychelles (chủ nhà; được phân bổ vào A1) (76) - Brasil (xếp hạng cao nhất; được phân bổ vào D1) (1) - Bồ Đào Nha (3) - Tahiti (11) | - Nhật Bản (10) - Ý (2) - Iran (7) - Sénégal (8) | - Belarus (5) - Oman (18) - Paraguay (12) - Tây Ban Nha (4) | - El Salvador (16) - Chile (42) - Mauritanie (34) - Guatemala (50) |

Các số trong ngoặc đơn thể hiện Bảng xếp hạng Thế giới BSWW của các đội tại thời điểm bốc thăm trong số 90 quốc gia. Bảng xếp hạng chỉ được hiển thị để tham khảo và không ảnh hưởng đến kết quả bốc thăm.
Lễ bốc thăm bắt đầu với Nhóm 1. Với tư cách là chủ nhà, Seychelles được tự động xếp vào vị trí A1. Brasil là đội có thứ hạng cao nhất được tự động xếp vào vị trí D1. Các đội khác sau đó được bốc thăm - đội đầu tiên được xếp vào Bảng A, đội thứ hai vào Bảng B, v.v. Quy trình tương tự cũng được lặp lại với Nhóm 3 và 4. Vị trí chính xác trong các bảng mà các đội được phân bổ được xác định bằng cách bốc thăm từ một nhóm phụ. Các đội cùng liên đoàn không được bốc thăm vào cùng một bảng.
Kết quả bốc thăm chia thành các bảng sau:
| VT | Đội        |
| -- | ---------- |
| A1 | Seychelles |
| A2 | Belarus    |
| A3 | Guatemala  |
| A4 | Nhật Bản   |

| VT | Đội        |
| -- | ---------- |
| B1 | Mauritanie |
| B2 | Iran       |
| B3 | Bồ Đào Nha |
| B4 | Paraguay   |

| VT | Đội         |
| -- | ----------- |
| C1 | Tây Ban Nha |
| C2 | Sénégal     |
| C3 | Chile       |
| C4 | Tahiti      |

| VT | Đội         |
| -- | ----------- |
| D1 | Brasil      |
| D2 | El Salvador |
| D3 | Ý           |
| D4 | Oman        |

## Trọng tài
Từ danh sách trọng tài quốc tế, FIFA đã chọn ra 24 trọng tài từ 24 quốc gia khác nhau để điều hành các trận đấu tại World Cup, danh sách này được công bố vào ngày 29 tháng 4 năm 2025. Tất cả các trọng tài được bổ nhiệm đều là nam giới.
Ít nhất một trọng tài đại diện cho mỗi liên đoàn trong số 6 liên đoàn của FIFA: 4 từ AFC, 3 từ CAF, 5 từ CONMEBOL, 3 từ CONCACAF, 1 từ OFC và 8 từ UEFA.
| Liên đoàn | Trọng tài           | Tuổi | Đạt tiêu chuẩn |
| --------- | ------------------- | ---- | -------------- |
| AFC       | Fallah Al Balushi   | 41   | 2016           |
| AFC       | Ibrahim Alraeesi    | 40   | 2017           |
| AFC       | Yuichi Hatano       | 44   | 2015           |
| AFC       | Nayim Kosimov       | 36   | 2023           |
| CAF       | Hamdi Bchir         | 39   | 2016           |
| CAF       | Ramadhani Ndayisaba | 39   | 2022           |
| CAF       | Louis Siave         | 36   | 2016           |
| CONCACAF  | Juan Angeles        | 45   | 2012           |
| CONCACAF  | Gonzalo Carballo    | 42   | 2014           |
| CONCACAF  | Jorge Moran         | 32   | 2019           |
| CONMEBOL  | Lucas Estevão       | 39   | 2017           |
| CONMEBOL  | Aecio Fernández     | 41   | 2018           |
| CONMEBOL  | Jorge Gómez         | 38   | 2016           |
| CONMEBOL  | Mickie Palomino     | 43   | 2012           |
| CONMEBOL  | Mariano Romo        | 43   | 2013           |

| Liên đoàn         | Trọng tài                   | Tuổi | Đạt tiêu chuẩn |
| ----------------- | --------------------------- | ---- | -------------- |
| OFC               | Aurélien Planchais-Godefroy | 44   | 2018           |
| UEFA              |                             |      |                |
| Saverio Bottalico | 43                          | 2017 |                |
| Matthieu Dor      | 41                          | 2020 |                |
| Vitalij Gomolko   | 35                          | 2015 |                |
| Alejandro Ojaos   | 32                          | 2022 |                |
| Łukasz Ostrowski  | 39                          | 2012 |                |
| Sérgio Soares     | 46                          | 2014 |                |
| Özcan Sultanoğlu  | 39                          | 2016 |                |
| Vladimir Tashkov  | 37                          | 2016 |                |

## Đội hình
Mỗi đội đăng ký một đội hình sơ bộ gồm từ 12 đến 18 cầu thủ. Từ đội hình sơ bộ này, đội đăng ký một đội hình chính thức gồm 12 cầu thủ (trong đó phải có 2 thủ môn). Các cầu thủ trong đội hình chính thức có thể được thay thế bằng một cầu thủ trong đội hình sơ bộ do chấn thương nghiêm trọng hoặc bệnh tật trong vòng 24 giờ trước khi trận đấu đầu tiên của đội bắt đầu.
Danh sách đội hình được FIFA công bố vào ngày 15 tháng 4 năm 2025.

## Vòng bảng
Ở vòng bảng, nếu trận đấu hòa sau thời gian thi đấu chính thức sẽ diễn ra hiệp phụ (mỗi hiệp 3 phút) và sau đó, nếu cần sẽ đá luân lưu để xác định đội thắng. Mỗi đội được 3 điểm cho một trận thắng trong thời gian thi đấu chính thức, 2 điểm cho một trận thắng trong hiệp phụ, 1 điểm cho một trận thắng trong loạt sút luân lưu và không có điểm nào cho một trận thua. Hai đội đứng đầu mỗi bảng sẽ vào vòng tứ kết.

Các tiêu chí vòng bảng
Xếp hạng của các đội trong mỗi bảng được xác định như sau:
1. Điểm đạt được trong tất cả các trận đấu vòng bảng;
2. Hiệu số bàn thắng thua trong tất cả các trận đấu vòng bảng;
3. Số bàn thắng được ghi trong tất cả các trận đấu vòng bảng;

Nếu hai hoặc nhiều đội bằng nhau dựa trên 3 tiêu chí trên, thứ hạng của các đội được xác định như sau:
1. Điểm đạt được trong các trận đấu vòng bảng giữa các đội liên quan;
2. Hiệu số bàn thắng thua trong các trận đấu vòng bảng giữa các đội liên quan;
3. Số bàn thắng được ghi trong các trận đấu vòng bảng giữa các đội liên quan;
4. Điểm kỷ luật trong tất cả các trận đấu vòng bảng (chỉ được trừ một lần cho một cầu thủ trong một trận đấu):
   - Thẻ vàng: −1 điểm;
  - Thẻ đỏ gián tiếp (thẻ vàng thứ hai): −3 điểm;
  - Thẻ đỏ trực tiếp: −4 điểm;
  - Thẻ vàng và thẻ đỏ trực tiếp: −5 điểm;
5. Quyết định bốc thăm của Ban tổ chức.

Tất cả các trận đấu diễn ra theo giờ địa phương, SCT (UTC+4).

### Bảng A
| VT | Đội            | Tr | T | T+ | TLL | B | BT | BB | BHS | Đ | Giành quyền tham dự     |
| -- | -------------- | -- | - | -- | --- | - | -- | -- | --- | - | ----------------------- |
| 1  | Belarus        | 3  | 3 | 0  | 0   | 0 | 24 | 9  | +15 | 9 | Vòng đấu loại trực tiếp |
| 2  | Nhật Bản       | 3  | 2 | 0  | 0   | 1 | 19 | 10 | +9  | 6 | Vòng đấu loại trực tiếp |
| 3  | Guatemala      | 3  | 1 | 0  | 0   | 2 | 9  | 21 | −12 | 3 |                         |
| 4  | Seychelles (H) | 3  | 0 | 0  | 0   | 3 | 8  | 20 | −12 | 0 |                         |

| Guatemala                       | 2–6      | Nhật Bản                                                               |
| ------------------------------- | -------- | ---------------------------------------------------------------------- |
| - Marroquin 2' - M. González 2' | Chi tiết | - Tsuboya 2', 35' - Matsuda 11' - Furusato 28' - Akaguma 29' - Ozu 32' |

| Seychelles                                   | 3–6      | Belarus                                                            |
| -------------------------------------------- | -------- | ------------------------------------------------------------------ |
| - De Ketelaere 5' - Labrosse 21' - Amade 22' | Chi tiết | - Drozd 11', 14', 22' - Ryabko 15' - Bryshtel 32' - Chaikouski 35' |

| Nhật Bản                         | 3–6      | Belarus                                                             |
| -------------------------------- | -------- | ------------------------------------------------------------------- |
| - Suzuki 16' - Oba 26' - Ozu 29' | Chi tiết | - Novikau 6', 19', 23' - Hapon 21' - Bokach 26' (ph.đ.) - Drozd 35' |

| Seychelles                                 | 3–4      | Guatemala                    |
| ------------------------------------------ | -------- | ---------------------------- |
| - Labrosse 4' - De Ketelaere 6' - Amade 9' | Chi tiết | M. González 8', 9', 11', 25' |

| Belarus | 12–3     | Guatemala                                      |
| --- | -------- | ---------------------------------------------- |
| - A. Hapon 6' - Ryabko 12', 16', 32', 33' - Bryshtel 14', 24', 27', 31' - Ustsinovich 20' - Bokach 22', 26' | Chi tiết | - Crocker 27' - Montepegue 28' - Marroquín 30' |

| Nhật Bản                                                                                                   | 10–2     | Seychelles    |
| --- | -------- | ------------- |
| - Oba 10', 26' - Akaguma 12', 14', 17', 34' - Eguro 19' - Tsuboya 19' - Matsumoto 23' (ph.đ.) - Suzuki 24' | Chi tiết | Bibi 11', 16' |

### Bảng B
| VT | Đội        | Tr | T | T+ | TLL | B | BT | BB | BHS | Đ | Giành quyền tham dự     |
| -- | ---------- | -- | - | -- | --- | - | -- | -- | --- | - | ----------------------- |
| 1  | Bồ Đào Nha | 3  | 3 | 0  | 0   | 0 | 26 | 18 | +8  | 9 | Vòng đấu loại trực tiếp |
| 2  | Iran       | 3  | 2 | 0  | 0   | 1 | 15 | 12 | +3  | 6 | Vòng đấu loại trực tiếp |
| 3  | Paraguay   | 3  | 1 | 0  | 0   | 2 | 19 | 21 | −2  | 3 |                         |
| 4  | Mauritanie | 3  | 0 | 0  | 0   | 3 | 13 | 22 | −9  | 0 |                         |

| Mauritanie                          | 4–5      | Iran                                                            |
| ----------------------------------- | -------- | --------------------------------------------------------------- |
| - Belkheir 9', 20', 35' - Bilal 33' | Chi tiết | - Mirshekari 5' - Mohammadpour 7' - Shir 9' - Mokhtari 12', 16' |

| Bồ Đào Nha | 11–9     | Paraguay |
| --- | -------- | --- |
| - Coimbra 2' - Brilhante 4' - Pintado 4', 16', 27' - Lourenço 9', 14' - L. Martins 16' (ph.đ.) - B. Martins 25', 27', 31' (ph.đ.) | Chi tiết | - Carballo 4' - V. Benítez 10' - Y. Rolón 19' - N. Medina 29' - Barrios 33', 34', 36' - J. Rolón 33' - Martínez 36' |

| Paraguay      | 1–5      | Iran                                                                  |
| ------------- | -------- | --------------------------------------------------------------------- |
| M. Medina 20' | Chi tiết | - Mohammadpour 2' - Mirjalili 4' - Nazem 23' - Shir 30' - Masoumi 36' |

| Mauritanie                                  | 4–8      | Bồ Đào Nha                                                                                            |
| ------------------------------------------- | -------- | --- |
| - Bilal 12' - Salem 22', 35' - Belkheir 36' | Chi tiết | - P. Mano 6' - Tim 11' - Jordan 14' - L. Martins 15' - Lourenço 18', 23' - Pintado 19' - B. Lopes 22' |

| Paraguay | 9–5      | Mauritanie                                       |
| --- | -------- | ------------------------------------------------ |
| - Ovelár 4' - V. Benítez 5', 34' - N. Medina 21', 32' - M. Medina 25' - Martínez 28' - J. Benítez 29' (ph.đ.) - Barrios 35' | Chi tiết | - Bilal 4' - Belkheir 12', 18', 34' - Diallo 27' |

| Iran                                                               | 5–7      | Bồ Đào Nha                                                                                 |
| ------------------------------------------------------------------ | -------- | ------------------------------------------------------------------------------------------ |
| - Nazarzadeh 3', 33' - Amiri 11' - Mokhtari 26' - Mohammadpour 33' | Chi tiết | - Lourenço 10', 18' - Coimbra 15' - Jordan 15' - B. Martins 20', 25' - Pintado 30' (ph.đ.) |

### Bảng C
| VT | Đội         | Tr | T | T+ | TLL | B | BT | BB | BHS | Đ | Giành quyền tham dự     |
| -- | ----------- | -- | - | -- | --- | - | -- | -- | --- | - | ----------------------- |
| 1  | Sénégal     | 3  | 3 | 0  | 0   | 0 | 17 | 7  | +10 | 9 | Vòng đấu loại trực tiếp |
| 2  | Tây Ban Nha | 3  | 2 | 0  | 0   | 1 | 13 | 9  | +4  | 6 | Vòng đấu loại trực tiếp |
| 3  | Chile       | 3  | 1 | 0  | 0   | 2 | 12 | 17 | −5  | 3 |                         |
| 4  | TAH         | 3  | 0 | 0  | 0   | 3 | 12 | 21 | −9  | 0 |                         |

| Chile                                                                               | 7–6      | Tahiti                                                     |
| ----------------------------------------------------------------------------------- | -------- | ---------------------------------------------------------- |
| - Albuerno 3' - San Martin 8' - Tobar 15' - Durán 18' - Opazo 22', 34' - Bacian 23' | Chi tiết | - Salem 4', 7', 17' - Tinirauarii 18', 35' - Terorotua 35' |

| Tây Ban Nha | 1–4      | Sénégal                                        |
| ----------- | -------- | ---------------------------------------------- |
| Antonio 31' | Chi tiết | - Thiaw 2' - Ndiaye 13' - Fall 27' - Sylla 31' |

| Tahiti                                  | 3–6      | Sénégal                                                         |
| --------------------------------------- | -------- | --------------------------------------------------------------- |
| - Taiarui 7' - Chan-Kat 12' - Paama 14' | Chi tiết | - Sylla 3', 33' - Mam. Diagne 19', 35' - Gadiaga 23' - Faye 29' |

| Tây Ban Nha                            | 4–2      | Chile                       |
| -------------------------------------- | -------- | --------------------------- |
| - Batis 4', 28' - Chiky 6' - Kuman 10' | Chi tiết | - San Martin 6' - Araya 36' |

| Sénégal                                                                    | 7–3      | Chile                             |
| -------------------------------------------------------------------------- | -------- | --------------------------------- |
| - Man. Diagne 2', 21' - Fall 8', 17' - Diatta 14', 35' - Thiaw 33' (ph.đ.) | Chi tiết | - Tobar 15', 33' - San Martin 34' |

| Tahiti                                                   | 3–8      | Tây Ban Nha                                                                            |
| -------------------------------------------------------- | -------- | -------------------------------------------------------------------------------------- |
| - Tinirauarii 20' (ph.đ.) - Chiky 21' (l.n.) - Salem 36' | Chi tiết | - Ramy 11', 27' - D. Ardil 19' - Batis 20', 29' - Juanmi 21' - Chiky 21' - Galindo 36' |

### Bảng D
| VT | Đội         | Tr | T | T+ | TLL | B | BT | BB | BHS | Đ | Giành quyền tham dự     |
| -- | ----------- | -- | - | -- | --- | - | -- | -- | --- | - | ----------------------- |
| 1  | Brasil      | 3  | 3 | 0  | 0   | 0 | 16 | 3  | +13 | 9 | Vòng đấu loại trực tiếp |
| 2  | Ý           | 3  | 2 | 0  | 0   | 1 | 13 | 6  | +7  | 6 | Vòng đấu loại trực tiếp |
| 3  | Oman        | 3  | 0 | 0  | 1   | 2 | 9  | 22 | −13 | 1 |                         |
| 4  | El Salvador | 3  | 0 | 0  | 0   | 3 | 5  | 12 | −7  | 0 |                         |

| Ý                                                                                       | 7–4      | Oman                                                        |
| --------------------------------------------------------------------------------------- | -------- | ----------------------------------------------------------- |
| - Fazzini 1' - Zurlo 5' - Bertacca 17' - Genovali 19' - Remedi 30' - Josep Jr. 31', 32' | Chi tiết | - Al Bulushi 9' - Al Muraiki 10', 31' - Musa. Al Araimi 24' |

| Brasil                                 | 3–1      | El Salvador |
| -------------------------------------- | -------- | ----------- |
| - Rodrigo 6' - Thanger 27' - Lucão 29' | Chi tiết | Ramos 13'   |

| Oman                                                                                                 | 4–4 (s.h.p.) | El Salvador                                                 |
| --- | ------------ | ----------------------------------------------------------- |
| - Musa. Al Araimi 1' - Al Muraiki 20' (ph.đ.) - S. Al Oraimi 30' - Al Bulushi 34'                    | Chi tiết     | - Cerna 8' - Batres 18' - Castro 24' (ph.đ.) - Frank 30'    |
| Loạt sút luân lưu                                                                                    |              |                                                             |
| - Al Zadjali - A. Al Owaisi - Musa. Al Araimi - Al Muraiki - Mush. Al Araimi - Al Bulushi - Al Sauti | 7–6          | - Frank - Ruiz - Ramos - Castro - Gonzalez - Cerna - Robles |

| Brasil              | 2–1      | Ý           |
| ------------------- | -------- | ----------- |
| Mauricinho 11', 33' | Chi tiết | Fazzini 14' |

| El Salvador | 0–5      | Ý                                                                             |
| ----------- | -------- | ----------------------------------------------------------------------------- |
|             | Chi tiết | - Genovali 9', 21' (ph.đ.) - Bertacca 12' - Josep Jr. 24' (ph.đ.) - Zurlo 30' |

| Oman           | 1–11     | Brasil |
| -------------- | -------- | --- |
| Al Bulushi 33' | Chi tiết | - Edson Hulk 2' - Rodrigo 2' - Thanger 4' - Brendo 10', 30' - Benjamin Jr. 25', 36' - Catarino 25', 34', 36' - Mauricinho 35' |

## Vòng đấu loại trực tiếp
|  | Tứ kết           | Tứ kết     |            |   | Bán kết       | Bán kết       |  |  | Chung kết | Chung kết |
|  |                  |            |            |   |               |               |  |  |           |           |
|  | 8 tháng 5        |            |            |   |               |               |  |  |           |           |
|  |                  |            |            |   |               |               |  |  |           |           |
|  | Belarus          | 4          |            |   |               |               |  |  |           |           |
|  | Belarus          | 4          | 10 tháng 5 |   |               |               |  |  |           |           |
|  | Iran             | 3          |            |   |               |               |  |  |           |           |
|  | Iran             | 3          | Belarus    | 5 |               |               |  |  |           |           |
|  | 8 tháng 5        |            | Belarus    | 5 |               |               |  |  |           |           |
|  |                  | Sénégal    | 2          |   |               |               |  |  |           |           |
|  | Sénégal (s.h.p.) | Sénégal    | 2          | 4 |               |               |  |  |           |           |
|  | Sénégal (s.h.p.) |            | 11 tháng 5 | 4 |               |               |  |  |           |           |
|  | Ý                | 3          |            |   |               |               |  |  |           |           |
|  | Ý                | 3          | Belarus    | 3 |               |               |  |  |           |           |
|  | 8 tháng 5        |            | Belarus    | 3 |               |               |  |  |           |           |
|  |                  | Brasil     | 4          |   |               |               |  |  |           |           |
|  | Bồ Đào Nha       | Brasil     | 4          | 7 |               |               |  |  |           |           |
|  | Bồ Đào Nha       | 10 tháng 5 |            | 7 |               |               |  |  |           |           |
|  | Nhật Bản         | 6          |            |   |               |               |  |  |           |           |
|  | Nhật Bản         | 6          | Bồ Đào Nha | 2 |               |               |  |  |           |           |
|  | 8 tháng 5        |            | Bồ Đào Nha | 2 |               |               |  |  |           |           |
|  |                  | Brasil     | 4          |   | Tranh hạng ba | Tranh hạng ba |  |  |           |           |
|  | Brasil           | Brasil     | 4          | 6 | Tranh hạng ba | Tranh hạng ba |  |  |           |           |
|  | Brasil           |            | 11 tháng 5 | 6 |               |               |  |  |           |           |
|  | Tây Ban Nha      | 0          |            |   |               |               |  |  |           |           |
|  | Tây Ban Nha      | 0          | Sénégal    | 2 |               |               |  |  |           |           |
|  |                  |            |            |   |               |               |  |  |           |           |
|  | Bồ Đào Nha       | 3          |            |   |               |               |  |  |           |           |
|  | Bồ Đào Nha       | 3          |            |   |               |               |  |  |           |           |

### Tứ kết
| Belarus                                                 | 4–3      | Iran                                  |
| ------------------------------------------------------- | -------- | ------------------------------------- |
| - Bryshtel 18' (pen), 27' - Hardzetski 27' - Ryabko 29' | Chi tiết | - Masoumi 12', 32' - Mohammadpour 36' |

| Bồ Đào Nha                                                               | 7–6      | Nhật Bản                                                       |
| ------------------------------------------------------------------------ | -------- | -------------------------------------------------------------- |
| - Jordan 3', 30', 34' - Pintado 7', 35' - Brilhante 24' - B. Martins 26' | Chi tiết | - Suzuki 6' - Oba 18' - Matsuda 28' - Kawai 30' - Ozu 30', 34' |

| Sénégal                                              | 4–3 (s.h.p.) | Ý                                        |
| ---------------------------------------------------- | ------------ | ---------------------------------------- |
| - Mam. Diagne 1', 39' - Thiaw 20' (ph.đ.) - Faye 26' | Chi tiết     | - Fazzini 15' - Zurlo 18' - Marchesi 21' |

| Brasil                                                                       | 6–0      | Tây Ban Nha |
| ---------------------------------------------------------------------------- | -------- | ----------- |
| - Rodrigo 5', 6' - Benjamin Jr. 14' - Catarino 33' - Teleco 35' - Filipe 36' | Chi tiết |             |

### Bán kết
| Belarus                                                    | 5–2      | Sénégal                     |
| ---------------------------------------------------------- | -------- | --------------------------- |
| - Avgustov 3' - Bryshtel 15', 24' - Hapon 16' - Bokach 35' | Chi tiết | - Fall 9' - Mam. Diagne 27' |

| Bồ Đào Nha                   | 2–4      | Brasil                                                  |
| ---------------------------- | -------- | ------------------------------------------------------- |
| - B. Lopes 8' - Lourenço 19' | Chi tiết | - Thanger 13' - Filipe 16' - Rodrigo 28' - Catarino 32' |

### Tranh hạng ba
| Sénégal                | 2–3      | Bồ Đào Nha                                                |
| ---------------------- | -------- | --------------------------------------------------------- |
| - Diatta 3' - Fall 31' | Chi tiết | - Gadiaga 26' (l.n.) - Coimbra 32' - Lourenço 34' (ph.đ.) |

### Chung kết
| Belarus                          | 3–4      | Brasil                                       |
| -------------------------------- | -------- | -------------------------------------------- |
| - Novikau 7' - Bryshtel 29', 30' | Chi tiết | - Lucão 2' - Rodrigo 13', 35' - Catarino 13' |

## Vô địch
| Giải vô địch bóng đá bãi biển thế giới 2025              |
| -------------------------------------------------------- |
| · Brasil · Lần thứ 7 · Danh hiệu vô địch thế giới thứ 16 |

## Giải thưởng
Sau trận chung kết, FIFA đã trao các giải thưởng cá nhân cho 3 cầu thủ xuất sắc nhất giải đấu, 3 cầu thủ ghi nhiều bàn thắng nhất và thủ môn xuất sắc nhất. Ngoài ra, một giải thưởng tập thể cũng được trao cho đội có số điểm kỷ luật cao nhất.
Các giải thưởng cá nhân đều được tài trợ bởi Adidas, ngoại trừ Giải phong cách FIFA.
| Quả bóng vàng                | Quả bóng bạc                 | Quả bóng đồng         |
| ---------------------------- | ---------------------------- | --------------------- |
| Rodrigo                      | Ihar Bryshtel                | Bê Martins            |
| Chiếc giày vàng              | Chiếc giày bạc               | Chiếc giày đồng       |
| Ihar Bryshtel (11 bàn thắng) | André Lourenço (8 bàn thắng) | Rodrigo (7 bàn thắng) |
| Găng tay vàng                |                              |                       |
| Mikhail Avgustov             |                              |                       |
| Giải phong cách FIFA         |                              |                       |
| Nhật Bản                     |                              |                       |

## Thống kê

### Cầu thủ ghi bàn
Đã có 288 bàn thắng ghi được trong 32 trận đấu, trung bình 9 bàn thắng mỗi trận đấu. Ihar Bryshtel trở thành người thứ ba giành danh hiệu vua phá lưới ở hai mùa giải liên tiếp, sau Madjer (2005 và 2006) và Gabriele Gori (2017 và 2019).
11 bàn thắng
- Ihar Bryshtel

8 bàn thắng
- André Lourenço

7 bàn thắng
- Rodrigo
- Cheikh Belkheir
- Miguel Pintado

6 bàn thắng
- Anatoliy Ryabko
- Catarino
- Bê Martins

5 bàn thắng
- Miguel González
- Takuya Akaguma
- Jordan Santos
- Mamour Diagne
- Sidy Fall

4 bàn thắng
- Vadzim Bokach
- Artsemi Drozd
- Yauheni Novikau
- Movahed Mohammadpour
- Ozu Moreira
- Takaaki Oba
- Thiago Barrios
- Suli Batos
- Heirauarii Salem

3 bàn thắng
- Aleh Hapon
- Benjamin Jr.
- Mauricinho
- Thanger
- Diego San Martin
- Héctor Tobar
- Mohammad Masoumi
- Mohammadali Mokhtari
- Tommaso Fazzini
- Gianmarco Genovali
- Josep Junior
- Emmanuele Zurlo
- Masato Suzuki
- Ryota Tsuboya
- Ahmedou Bilal
- Sami Al Bulushi
- Yahya Al Muriki
- Valentín Benítez
- Néstor Medina
- Rui Coimbra
- Ninou Diatta
- Mamadou Sylla
- Sanou Thiaw
- Ro'onui Tinirauarii

2 bàn thắng
- Brendo
- Filipe Silva
- Lucão
- Diego Opazo
- Berny Marroquín
- Reza Amiri
- Mohammadali Nazarzadeh
- Mahdi Shir
- Luca Bertacca
- Kosuke Matsuda
- Hamdy Salem
- Musallam Al Araimi
- Mathías Martínez
- Milciades Medina
- Ruben Brilhante
- Bernardo Lopes
- Léo Martins
- Mandione Diagne
- Ousseynou Faye
- Terrence Amade
- Lienal Bibi
- Remy De Ketelaere
- Brandon Labrosse
- Chiky Ardil
- Ramy Saghdani

1 bàn thắng
- Mikhail Avgustov
- Mikita Chaikouski
- Yahor Hardzetski
- Uladzimir Ustsinovich
- Edson Hulk
- Teleco
- Andrés Albuerño
- Gabriel Bacian
- Daniel Durán
- César Rama
- Pablo Crocker
- Erick Montepeque
- Seyed Mirjalili
- Ali Nazem
- Camillo Marchesi
- Alessandro Remedi
- Chikara Eguro
- Takeru Furusato
- Yusuke Kawai
- Ken Matsumoto
- Mohamed Diallo
- Salim Al Oraimi
- Jhovanny Benítez
- Carlos Carballo
- Carlos Ovelár
- Jesús Rolón
- Yoao Rolón
- Pedro Mano
- Filipe Tim
- Seydina Gadiaga
- Al Seyni Ndiaye
- Jose Batres
- Andersson Castro
- Emerson Cerna
- Heber Ramos
- Frank Velásquez
- Antonio Mayor
- David Ardil
- Roberto Galindo
- Juanmi
- Kuman
- Gervais Chan-Kat
- Matatia Paama
- Heimanu Taiarui
- Heimaru Terorotua

1 bàn phản lưới nhà
- Chiky Ardil (trong trận gặp Tahiti)
- Seydina Gadiaga (trong trận gặp Bồ Đào Nha)

Nguồn: BSWW

## Tiếp thị

### Biểu trưng
Vào ngày 3 tháng 5 năm 2024, biểu trưng chính thức và nhận diện thương hiệu đã được công bố tại Kempinski Seychelles Resort. Vào ngày 3 tháng 12 năm 2024, áp phích chính thức đã được công bố.

### Bóng thi đấu chính thức
Vào ngày 27 tháng 11 năm 2024, FIFA và Adidas đã công bố quả bóng thi đấu chính thức là Adidas CNXT25 PRO BCH.

### Bài hát chủ đề
Vào ngày 3 tháng 4 năm 2025, FIFA đã công bố bài hát chủ đề chính thức của giải đấu mang tên Boom SE SE. Bài hát được trình bày bởi hai nghệ sĩ nổi tiếng trong khu vực Elijah Seychelles và Taniah tại lễ bốc thăm.

### Linh vật
Vào ngày 7 tháng 3 năm 2025, linh vật chính thức đã được công bố: một chú rùa yêu bóng đá tên là "TiKay". Linh vật này gợi nhớ đến tinh thần của giải đấu đầu tiên được tổ chức tại châu Phi. Tên gọi của nó bắt nguồn từ từ "petit" trong tiếng Pháp có nghĩa là nhỏ bé và từ tiếng Creole Seychelles viết tắt có nghĩa là "vảy". Chú rùa nhỏ bé đầy nhiệt huyết này được sinh ra giữa những cồn cát trắng mịn của Seychelles, đại diện cho những bãi biển tuyệt đẹp, văn hóa và sự đa dạng sinh học của quốc gia nhỏ bé nhất châu Phi, cũng như làn nước trong vắt bao quanh nó. Buổi ra mắt diễn ra tại bãi biển Beau Vallon, Seychelles, nơi Tổng thống nước này Wavel Ramkalawan đã có mặt. Hơn 40 trẻ em, huấn luyện viên và các thành viên của đội tuyển bóng đá bãi biển quốc gia Seychelles đã tham gia một hoạt động bóng đá bãi biển nhằm quảng bá môn thể thao này đến với thanh thiếu niên địa phương.

### Tài trợ
| Đối tác của FIFA                                                            | Hỗ trợ tổ chức                                                               |
| --------------------------------------------------------------------------- | ---------------------------------------------------------------------------- |
| - Adidas - Aramco - Coca-Cola - Hyundai–Kia - Lenovo - Qatar Airways - Visa | - Nouvobanq - Seychelles Breweries (Guinness) - Valvoline - Visit Seychelles |